# Roman Kanciruk
Roman Kanciruk (ur. 6 sierpnia 1945 w Krynicy-Zdroju, zm. 4 lipca 2023) – polski dziennikarz, autor i realizator telewizyjny.

## Życiorys
W 1968 ukończył studia geograficzne na Uniwersytecie Warszawskim, w 1970 Podyplomowe Studium Dziennikarskie tamże. Pracę w Telewizji Polskiej rozpoczął w 1970. Po dwóch latach przeszedł do Telewizji Młodych. Później pracował w Naczelnej Redakcji Programów Oświatowo-Wychowawczych. Od 1980 kierował Telewizją Dziewcząt i Chłopców (w 1987 obchodzącej 20-lecie istnienia). Przed 1987 odszedł z tego stanowiska (z powodu choroby serca), aczkolwiek nadal działał w TDC.
Prowadził i był autorem programów popularnonaukowych m.in. Kwant, Mała, wielka, niebieska kula, Gwiezdne podróże.... Jego ostatni autorski program Gwiazdy świecą nocą był emitowany 25 czerwca 2001.